# Robiert Mierkułow
Robiert Wiktorowicz Mierkułow (ros. Роберт Викторович Меркулов, ur. 9 sierpnia 1931 w Moskwie, zm. 6 listopada 2022) – rosyjski łyżwiarz szybki reprezentujący ZSRR, dwukrotny medalista mistrzostw świata i mistrz Europy.

## Kariera
Pierwszy sukces w karierze Robiert Mierkułow osiągnął w 1956 roku, kiedy zdobył srebrny medal podczas wielobojowych mistrzostw świata w Oslo. Rozdzielił tam na podium dwóch rodaków: Olega Gonczarienko i Jewgienija Griszyna. Mierkułow zdobył medal, mimo iż w żadnym z biegów nie znalazł się w pierwszej trójce. Był piąty w biegach na 500 i 5000 m, szósty na 1500 oraz ósmy na dystansie 10 000 m. Co więcej jego strata do zwycięzcy wyniosła zaledwie 0,042 pkt. W tym samym roku był też czwarty na mistrzostwach Europy w Helsinkach, gdzie walkę o medal przegrał z Sigvardem Ericssonem ze Szwecji. Czwarte miejsce zajmował również na mistrzostwach Europy w Eskilstunie w 1958 roku i rozgrywanych rok później mistrzostwach Europy w Göteborgu. W 1959 roku zdobył za to brązowy medal na mistrzostwach świata w Oslo, plasując się za dwoma Finami: Juhanim Järvinenem i Toivo Salonenem. Radziecki panczenista ponownie w żadnym biegu nie stanął na podium, zajmując piąte miejsce w biegach na 500 i 5000 m, czwarte na 1500 m oraz dziesiąte na 10 000 m. Ostatni sukces osiągnął w 1962 roku, zwyciężając podczas mistrzostw Europy w Oslo. Wygrał tam biegi na 5000 i 1500 m, był trzeci 10 000 m oraz szósty w biegu na 500 m. W 1956 roku brał udział w igrzyskach olimpijskich w Cortina d’Ampezzo, gdzie w swoim jedynym starcie, biegu na 1500 m, zajął piątą pozycję.